# 青春のセレナーデ
「青春のセレナーデ」（せいしゅんのセレナーデ）は、真野恵里菜のメジャー9枚目のシングル（インディーズから通算して12枚目）。2011年1月26日発売。

## 概要
初回生産限定盤AはDVD(Dance Shot Ver.)とイベント応募ハガキが封入。初回生産限定盤Bはイベント応募ハガキのみが封入されている。
ミュージック・ビデオには、バックダンサーとしてハロプロエッグの仙石みなみ、関根梓、金子りえ、木沢瑠那が出演している。
ガヤは℃-uteが担当している。

## 収録曲
全作詞：三浦徳子　作曲：泰誠
1. 青春のセレナーデ
編曲：河合英嗣
2. 21世紀的恋愛事情
編曲：大久保薫
3. 青春のセレナーデ(Instrumental)

## シングルV
2011年2月2日に発売された真野恵里菜の8thシングルDVD。

### 収録内容
1. 青春のセレナーデ
2. 青春のセレナーデ(Close-up Ver.)
3. ジャケット&MV撮影メイキング映像